# Saint-Georges-de-Luzençon
Saint-Georges-de-Luzençon è un comune francese di 1 674 abitanti situato nel dipartimento dell'Aveyron nella regione dell'Occitania.

## Società

### Evoluzione demografica
Abitanti censiti